# 下城区

下城区是中国浙江省杭州市的一个原市辖区。2021年4月9日，下城区撤销，原下城区和拱墅区的行政区域成立新拱墅区。

## 名称来源
下城区地处南宋皇城以北，杭州习惯以北为下，因而得名。

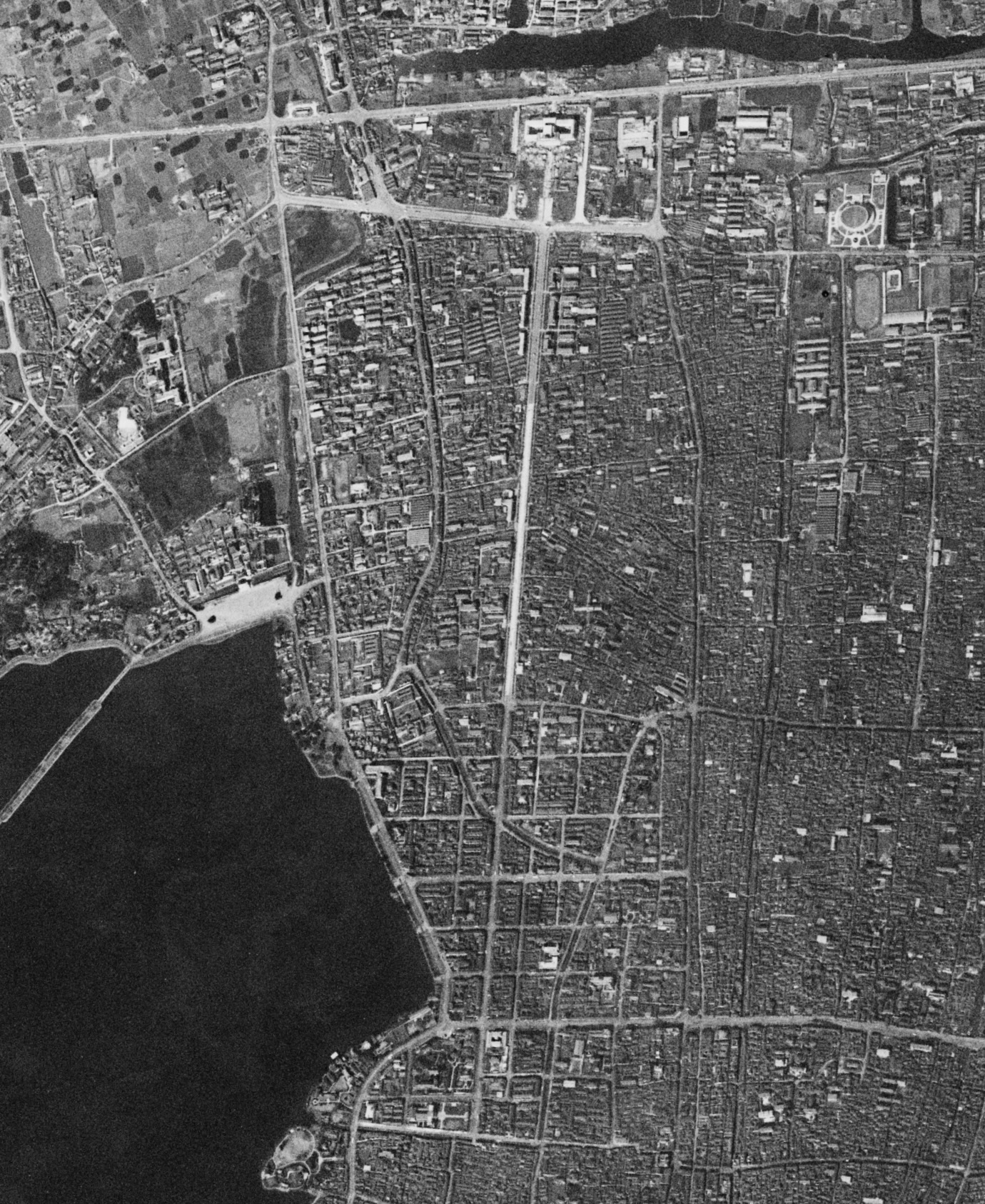
延安路附近卫星图（1969年）

## 历史
秦至隋时为钱唐县地。唐时为钱塘县地。五代后梁龙德二年（922年），为钱江县地。北宋为仁和县地。元、明、清时为钱塘县、仁和县地。1912年，为杭县地。1927年属杭州市区。1949年，设下城区。1950年撤下城区。1952年恢复。2021年4月，因应下城区和原拱墅区撤销并成立新的拱墅区，本区全部纳入拱墅区范围。